# Ungarische Eishockeynationalmannschaft der Frauen
Die ungarische Eishockeynationalmannschaft der Frauen ist die nationale Auswahlmannschaft Ungarns im Fraueneishockey. Nach der Eishockey-Weltmeisterschaft der Frauen 2018 lag die Mannschaft auf dem 14. Rang der IIHF-Weltrangliste.

## Geschichte
Die ungarische Eishockeynationalmannschaft der Frauen nahm 1999 erstmals an einer Frauen-Weltmeisterschaft teil. Bei ihrer ersten WM-Teilnahme scheiterte die Mannschaft an der Qualifikation für die B-Weltmeisterschaft und stieg anschließend zwei Mal in Folge ab, sodass sie bei der Weltmeisterschaft 2003 nur noch in der Division III, der vierten Leistungsstufe bei den Frauen-Weltmeisterschaften, antrat. In den folgenden Jahren belegten die Ungarinnen stets einen der hinteren Plätze ihrer Division, konnten einen weiteren Abstieg jedoch vermeiden. Während des Olympiajahrs 2002 spielte Ungarn bei der IIHF World Women’s Challenge und belegte den vierten und letzten Platz der Division I.
Da die Divisionen III bis V bei der WM 2009 nicht ausgespielt wurden und 2010 aufgrund der Austragung der Olympischen Winterspiele in Vancouver ohnehin keine Frauen-WM stattfand, bestritt Ungarn 2011 erstmals nach drei Jahren wieder ein WM-Spiel und trat weiterhin in der Division III an. Nach der Reform der Gruppeneinteilung spielte Ungarn ab 2012 in der Division II, Gruppe A, aus der sie 2013 aufstieg. Es folgten drei Turniere in der Gruppe B der Division I, ehe 2016 der Aufstieg in die (zweitklassige) Gruppe A gelang.

## Platzierungen

### Bei Weltmeisterschaften
- 1999 – 3. Platz Europa-Qualifikation zur B-WM
- 2000 – 6. Platz Qualifikation zur B-WM
- 2001 – 4. Platz Gruppe B (Qualifikation zur Division II)
- 2003 – 4. Platz Division III
- 2004 – 3. Platz Division III
- 2005 – 4. Platz Division III
- 2007 – 4. Platz Division III
- 2008 – 5. Platz Division III
- 2011 – 3. Platz Division III
- 2012 – 2. Platz Division IIA
- 2013 – 1. Platz Division IIA (Aufstieg in die Division IB)
- 2014 – 3. Platz Division IB
- 2015 – 4. Platz Division IB
- 2016 – 1. Platz Division IB (Aufstieg in die Division IA)
- 2017 – 5. Platz Division IA
- 2018 – 3. Platz Division IA
- 2019 – 1. Platz Division IA (Aufstieg in die Top-Division)
- 2021 – 9. Platz
- 2022 – 8. Platz
- 2023 – 9. Platz (Abstieg in die Division IA)
- 2024 – 2. Platz Division IA (Aufstieg in die Top-Division)
- 2025 – 10. Platz (Abstieg in die Division IA)

### Bei der IIHF World Women’s Challenge
- 2002 - 4. Platz, Division I